# 花の名前
『花の名前』（はなのなまえ）は、斎藤けんによる日本の漫画作品。『LaLa DX』（白泉社）にて、2004年3月号から2007年9月号まで連載された。単行本は全4巻が白泉社（花とゆめCOMICS）から刊行されている。本作が斎藤の初の単行本である。夏目漱石『夢十夜』の第一夜から影響を受けている。

## あらすじ
事故で両親を失い、ショックから心を閉ざしてしまった蝶子。彼女を遠縁の作家・京が引き取るが、彼もまた心に闇を抱えている。そんなふたりは一緒に暮らしていくうちに惹かれ合っていく。

## 登場人物
水島 蝶子（みずしま ちょうこ）
物語の開始時に高校3年生。高校1年生のときに事故で両親を失い、親戚中をたらいまわしにされた末、京に引き取られた。趣味は園芸。誕生日は12月24日。
水島 京（みずしま けい）
物語の開始時に30歳。直木賞の受賞歴がある作家。『花名』という自身と蝶子をモチーフにした小説を書いた。
秋山 慎一（あきやま しんいち）
京の担当編集者。自称・京の大学時代からの親友。
立松 伊織（たてまつ いおり）
秋山の1つ上の幼なじみ。京の過去に関わる。
唐沢 葉介（からさわ ようすけ）
大正文士の会の部員。蝶子と同学年。先輩たちからはパー介と呼ばれている。
千田 藤子（ちだ ふじこ）
大正文士の会の部員。蝶子の1年先輩。雄高と付き合っている。
加藤 雄高（かとう ゆたか）
大正文士の会の部員。蝶子の1年先輩。通称・タカ。藤子と付き合っている。
黒部 美妃（くろべ みき）
大正文士の会の部員。蝶子の1年先輩。美容の専門学校を出ている。
水島 遥（みずしま よう）
蝶子の父親で、京の従兄。
水島 さくら（みずしま さくら）
蝶子の母親。
水島 渚（みずしま なぎさ）
京の母親。
片岡 整（かたおか せい）
京の兄。
片岡 藤矢（かたおか ふじや）
京の祖父。事業家。
肇先生（はじめせんせい）
蝶子の祖父。蝶子が高校1年生のときから入院している。
志摩さん（しまさん）
蝶子の祖父の知人。入院中の世話をしている。

## 制作背景

### 連載について
本作はもともと、斎藤がアテナ新人大賞に投稿する予定の作品であった。しかし投稿前にララまんがグランプリでのデビューが決定したため、本作の完成原稿を『LaLa DX』の編集部によるネーム選考会に提出した。雑誌の掲載が決定した時に、担当編集者に「描き直したほうがいい」と言われた斎藤は驚いたが、32ページをすべて描き直している。斎藤は「描き直したおかげで単行本まで出すことができた」といい、担当編集者に感謝している。第2話の制作は、第1話の雑誌掲載のアンケート結果によるものではなく行われた。続編を執筆してもよいのかわからない状態で続きのネームを描き、ネーム選考会に提出した。そして単行本の刊行まで決定した。

### 作品について
本作は「最終的に小説家が少女を引き止めるために本で告白するという流れ」を斎藤が描きたかったことから、構想された作品である。第1稿のネームでは冒頭の4ページで怒鳴り散らす京に対し、「蝶子がぼーっと聞いている」という内容であったため、担当編集者に心配され、変更された。京の過去や蝶子の両親について、第2話の制作時にはすでに構想されていた。単行本の刊行が決定したタイミングで「そろそろ大丈夫」と考えた斎藤は、話を動かしている。

## 書誌情報
- 斎藤けん『花の名前』白泉社〈花とゆめコミックス〉、全4巻
  1. 2005年6月10日発行、ISBN 4-592-18825-X
  2. 2006年3月10日発行、ISBN 4-592-18216-2
  3. 2007年1月10日発行、ISBN 978-4-592-18217-7
  4. 2007年11月10日発行、ISBN 978-4-592-18218-4